# Трокели (Вороновский район)
Трокели (бел. Тракелі) — агрогородок в составе Бастунского сельсовета Вороновского района Гродненской области Республики Беларусь. Население 544 человек (2014).

## География

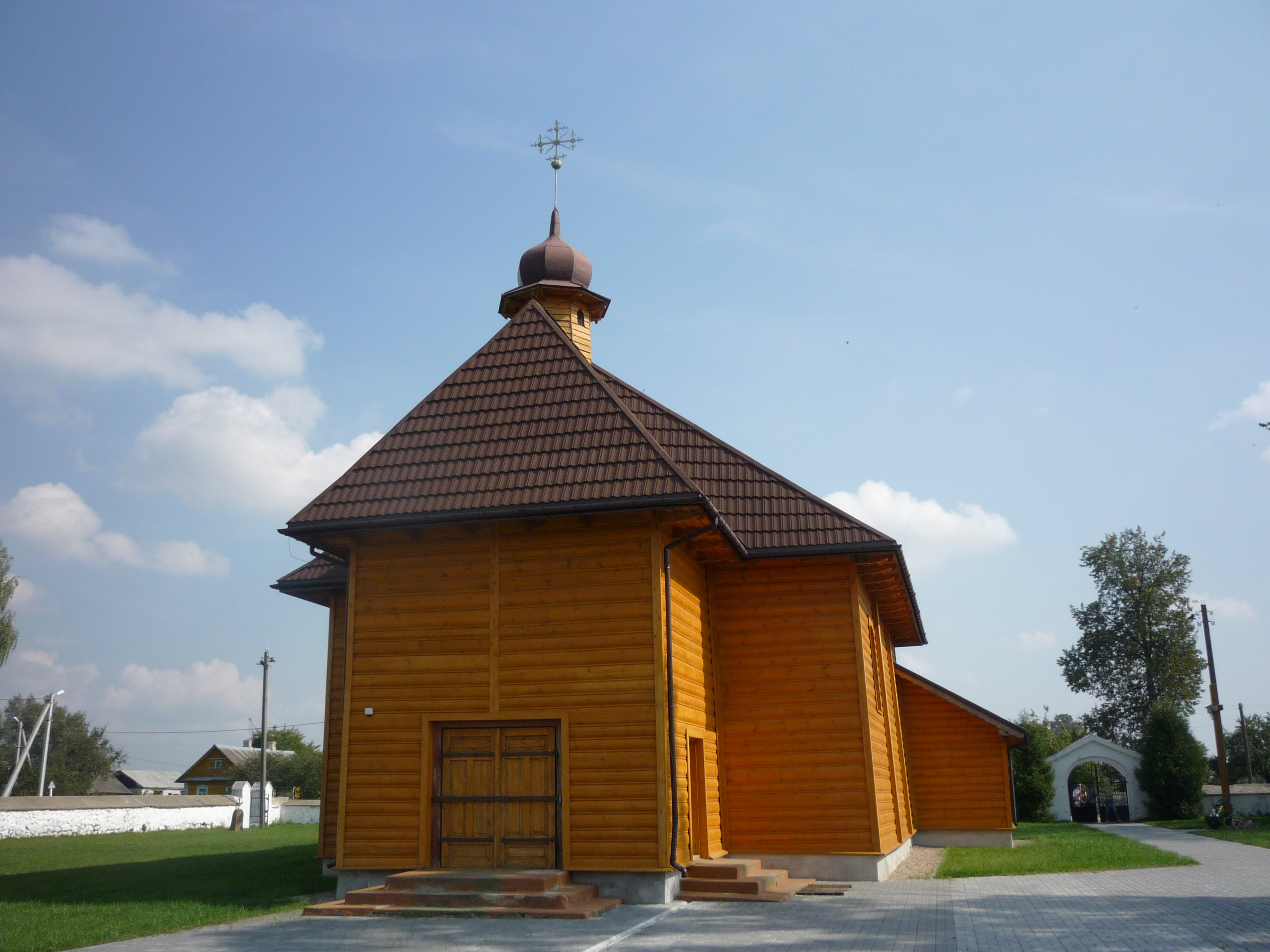
Деревянный католический храм в Трокелях

Посёлок расположен в 15 км к юго-востоку от Вороново и в 18 километрах к северо-востоку от Лиды. В 10 км к северо-западу находится железнодорожная станция Бастуны в одноимённой деревне на ветке Лида — Бенякони — Вильнюс. Через посёлок проходит автодорога Р-135 Радунь — Ивье. Ещё одна дорога соединяет Трокели с Лидой.

## Население
- 1960 — 267 жителей
- 1989 — 546 жителей, 194 хозяйства
- 2002 — 571 жителей, 201 дворов
- 2014 — 613 жители, 194 хозяйства
- 2025 — 714 жителя, 196 хозяйства

## Социальная инфраструктура
- Базовая школа
- Клуб
- Библиотека
- Отделение связи[1]

## Культура
- Историко-краеведческий музей ГУО "Учебно-педагогический комплекс Трокельские ясли-сад - базовая школа"

## Достопримечательности
- Католическая церковь Посещения Пресвятой Девы Марии, 1809 г. В деревянном храме хранится икона Божией Матери Трокельской, к которой организуются ежегодные паломничества. В 2009 году икона была торжественно коронована кардиналом Казимиром Свёнтеком в присутствии 25 тысяч паломников[2].
- Памятник на могиле 19 советских воинов (XX в.)